# Atravessando o Abismo
Atravessando o Abismo, (em inglês: Crossing the Chasm), é um livro de Marketing de Geoffrey A. Moore que se dedica a temas específicos do marketing de produtos de alta tecnologia. Foi publicado inicialmente em 1991.
A tese de Moore assenta na ideia que a taxa da difusão no ciclo de vida da adopção de tecnologias não é contínuo nos mercados de alta tecnologia. Moore argumenta que existe um abismo entre os consumidores que adoptam o produto bem cedo (early adopters) - entusiastas e visionários da tecnologia - e a maioria inicial (os pragmáticos). Isto porque os visionários e os pragmáticos têm expectativas bem diferentes. Moore expõe estas diferenças e sugere técnicas para atravessar o abismo, incluindo escolher um mercado alvo, compreender a noção do "produto total", posicionamento do produto, estratégia de Marketing, escolha do canal de distribuição e preços apropriados.